# Katja Dieckow
Katja Dieckow (* 9. September 1984 in Halle (Saale)) ist eine deutsche Wasserspringerin. Sie startet im Kunstspringen vom 1-m- und 3-m-Brett.
Katja Dieckow studierte an der Martin-Luther-Universität Halle-Wittenberg Biologie und machte im Jahr 2011 ihren Abschluss als Diplom-Biologin. Sie startet für den SV Halle. Dort wird sie von Horst Wels trainiert, frühere Trainer der seit 1992 aktiven Athletin waren Heinz Preuß und Werner Bänsch. Bei den Deutschen Meisterschaften 2006 in der Halle wurde sie sowohl vom 1-m- als auch vom 3-m-Brett Vizemeisterin. Bei den Freiluftmeisterschaften des Jahres gewann sie den Titel vom 3-m-Brett sowie die Vizemeistertitel vom 1-m-Brett und im Synchronspringen vom 3-m-Brett. 2007 kamen der Vizemeistertitel im 3-m-Synchron sowie der dritte Rang vom 3-m-Brett hinzu, im Freien gewann sie den Titel vom 3-m-Brett im Synchronspringen. Diesen Titel gewann sie auch 2008 sowohl in der Halle wie auch erneut im Freien. Im Einzel gewann sie in der Halle Bronze, im Freien Silber. Dieckow gewann bislang insgesamt zwölf Titel bei Deutschen Meisterschaften.
International startete Dieckow 1998 erstmals bei Junioreneuropameisterschaften, wo sie Vierte vom Einmeterbrett wurde. 1999 wurde sie in diesem Wettbewerb Vizeeuropameisterin. 2001 konnte sie den Titel erringen. 2002 kam noch einmal Silber hinzu. Zudem gewann Dieckow Silber im Synchronspringen vom Dreimeterbrett. Bei den Juniorenweltmeisterschaften 2003 gewann sie im Synchronspringen vom Dreimeterbrett Bronze. Bestes Ergebnis bei FINA-Grand-Prix-Springen waren zwei zweite Plätze.
Bei den Weltmeisterschaften 2007 in Melbourne erreichte Dieckow Rang sieben, bei den Europameisterschaften 2008 in Eindhoven gewann sie Silber vom 3-m-Brett und Bronze vom 1-m-Brett. Mit ihren guten Leistungen des Jahres qualifizierte sich Dieckow für die Olympischen Spiele 2008 in Peking, wo sie 18. vom 3-m-Brett wurde. Bei den Europameisterschaften 2009 in Turin gewann sie zusammen mit Nora Subschinski Silber im Synchronspringen vom 3-m-Brett. Bei den Europameisterschaften 2011 abermals in Turin gewann sie mit Uschi Freitag im Synchronspringen vom 3-m-Brett die Bronzemedaille, im gleichen Jahr wurde das Duo bei den Weltmeisterschaften Fünfter.